# 琉森 (堪薩斯州)
琉森（英語：Lucerne）是位於美國堪薩斯州謝里敦縣的一個鬼鎮。

## 歷史
琉森的郵政局於1880年設立，直到1943年結束營運。該地於1912年時有50人。

## 地理
琉森所處的海拔為高於海平面907米（即2648英呎），而該地所採用的時區為UTC-6，即北美中部時區（CST）。同時該地設有夏令時間，為UTC-6調快一小時，即UTC-5（CDT）。